# Nasushiobara
Nasushiobara (那須塩原市?) è una città giapponese della prefettura di Tochigi. È la città più settentrionale della regione di Kantō.